# 329P/LINEAR-Catalina
329P/LINEAR-Catalina è una cometa periodica appartenente alla famiglia delle comete gioviane. Al momento della scoperta avvenuta il 18 novembre 2003 fu ritenuta un asteroide e pertanto denominata 2003 WC7, il 1 febbraio 2004 ci si accorse che in effetti era una cometa e pertanto ridenominato P/2003 WC7 LINEAR-Catalina, la sua riscoperta il 10 ottobre 2015 ha permesso di numerarla. La sua unica particolarità è di avere una piccola MOID col pianeta Marte.